# I'll Make Love to You
Singles de Boyz II Men
Let It Snow
(1993) On Bended Knee
(1994)
I'll Make Love to You est un single de 1994 du groupe américain Boyz II Men. La chanson est le 1er single de l'album II (1994).
La chanson est restée no 1 sur le Billboard Hot 100 pendant quatorze semaines, du 27 août to 26 novembre 1994.
Disque de platine, I'll Make Love to You a remporté le Grammy Award de la meilleure prestation R&B par un duo ou un groupe avec chant en 1995 et deux American Music Awards.